# XII обикновено народно събрание
Дванадесетото обикновено народно събрание (XII ОНС) е народно събрание на Княжество България, заседавало между 22 април 1902 и 31 март 1903, брой народни представители – 188. XII ОНС заседава в сградата на Народното събрание в София. Правителството влиза в остра конфронтация с опозицията и държавния глава. По същото време управляващата партия не успява да защити българските интереси в Македония, където с руска помощ е назначен сръбски владика, а и въстанието на българите от Македония в Струмишко е разгромено. В резултат на това Народното събрание е разпуснато предсрочно на 21 август 1903 г.

## Избори
Изборите за XII ОНС са насрочени с указ на княз Фердинанд I № 11 от 10 януари 1902 г. Провеждат се на 17 февруари 1902 и са спечелени от Прогресивнолибералната партия, като от общо предвидени 189 места тя получава 89 депутати. Избирателната активност е 49,8%.
| Партия                                                            | Гласове | %    | Места | +/−  |
| ----------------------------------------------------------------- | ------- | ---- | ----- | ---- |
| Прогресивнолиберална партия                                       | 121 737 | 30,1 | 89    | +49  |
| Народна партия                                                    | 82 010  | 20,3 | 28    | −1   |
| Народнолиберална партия                                           | 45 810  | 11,3 | 8     | −16  |
| Либерална партия                                                  | 28 260  | 7,0  | 7     | +2   |
| БЗНС                                                              | 24 710  | 6,1  | 12    | 0    |
| Демократическа партия                                             | 23 710  | 5,9  | 7     | −20  |
| БРСДП                                                             | 19 250  | 4,8  | 7     | +5   |
| Радикалдемократическа партия                                      |         |      | 6     | нова |
| Консервативна партия                                              |         |      | 2     | 0    |
| Други партии                                                      |         |      | 8     | +4   |
| Независими                                                        | 59 010  | 14,6 | 15    | −4   |
| Невалидни гласове                                                 | 0       | –    | –     | –    |
| Общо                                                              | 404 497 | 100  | 189   | +25  |
| * Гласовете са изчислени на базата на процентите за всяка партия. |         |      |       |      |

## Място
Заседанието се провежда в сградата на Народното събрание в София.

## Сесии
- I извънредна (22 април – 30 юли 1902)
- I редовна (15 октомври 1902 – 31 март 1903)

## Председатели
- Драган Цанков

### Подпредседатели
- Димитър Попов
- Антон Франгя
- Андрей Ходжов